# Marvel Rivals
Marvel Rivals este un joc video hero shooter⁠(d) third-person⁠(d) din 2024, dezvoltat și publicat de NetEase Games⁠(d) în colaborare cu Marvel Games⁠(d). Jocul a fost lansat pentru PlayStation 5, Windows și Xbox Series X/S pe 6 decembrie 2024. Jocul este free-to-play cu o linie actuală de 33 de personaje din Marvel Comics.

## Gameplay
Marvel Rivals este un titlu 6v6 player-versus-player, third-person Hero shooter⁠(d). Cu combinația potrivită de două sau trei personaje, jucătorii se pot folosi de „Sinergia dinamică a eroilor” care maximizează și mai mult eficiența în luptă a personajului lor jucabil. Jocul are, de asemenea, mediu destructibil, permițând jucătorilor să modifice câmpul de luptă (supravegheat de Galacta) în avantajul lor.
Din noiembrie 2024, 33 de personaje jucabile au fost anunțate oficial. În plus, cinci locații au fost confirmate pentru joc, acestea fiind Yggsgard, o fuziune a Asgard și Yggdrasil, Tokyo din 2099⁠(d), casa Klyntar⁠(d), Hydra Charteris Base situată în Antarctica și Imperiul Intergalactic Wakanda⁠(d). Jocul are trei moduri: Convoy, Domination și Convergence.

### Personaje jucabile
Guangyun Chen a declarat că au vrut să aibă o listă de caractere care variază de la personaje mai puțin cunoscute la favoritele fanilor, spunând despre procesul de proiectare că „Când vine vorba de proiectarea caracterelor în jocul nostru, de obicei, ne scufundăm foarte adânc în trecutul și personalitatea fiecărui personaj Marvel, astfel încât mecanica de joc și abilitatea fiecărui personaj este într-adevăr creată pentru a reflecta cine sunt cu adevărat acești eroi în benzile desenate.”
- Adam Warlock
- Black Panther
  - Bashenga⁠(d)[a]
- Văduva Neagră
- Căpitanul America
- Cloak & Dagger
- Doctor Strange
- Groot⁠(d)
- Hawkeye⁠(d)
- Hela
- Hulk
- Iron Fist⁠(d)
- Iron Man
- Jeff Rechinul Terestru
- Loki⁠(d)
- Luna Snow⁠(d)
- Magik⁠(d)
- Magneto⁠(d)
- Mantis⁠(d)
- Cavalerul Lunii
  - Mister Knight⁠(d)[a]
- Namor⁠(d)
- Peni Parker⁠(d)[b]
- Psylocke⁠(d)
- Punisher
- Rocket Raccoon⁠(d)
- Scarlet Witch⁠(d)
- Spider-Man
  - Scarlet-Spider⁠(d)[b]
- Fata Veveriță
- Star-Lord⁠(d)
- Storm
- Thor⁠(d)
- Venom⁠(d)
  - Anti-Venom⁠(d)[a]
- Războinicul Iernii⁠(d)
- Wolverine

## Premisă
Povestea urmărește o întâlnire ostilă între Doctor Doom⁠(d) și echivalentul său eroic 2099⁠(d), care provoacă o „încurcătură a fluxului temporal” ce duce la crearea de noi lumi și la lupta dintre eroii și răufăcătorii din multivers pentru a învinge ambele variante ale lui Doom înainte ca unul dintre ei să revendice victoria asupra noilor lumi.

## Monetizare
Marvel Rivals este un joc free to play, iar dezvoltatorii NetEase au susținut că nu vor exista elemente de gameplay cumpărabile. Eroii, hărțile și așa mai departe ar fi gratuite. Există metode de achiziționare a elementelor cosmetice, cum ar fi skin-uri⁠(d), fie individual, în pachete sau printr-un sistem premium Battle pass⁠(d) numit „Luxury Pass”, deși vor exista și modalități de a câștiga elemente cosmetice prin joc gratuit. Battle Pass-urile nu sunt limitate în timp - odată achiziționate, ele pot fi finalizate în timpul liber al jucătorului.

## Dezvoltare și lansare
NetEase Games a înființat o echipă specializată în Seattle, dedicată jocului și designului de nivel, pentru a colabora cu echipa lor din Guangzhou, China la Marvel Rivals. Jocul este dezvoltat în prezent de NetEase Games⁠(d), care a dezvoltat și două jocuri Marvel înainte de Marvel Rivals: Marvel Super War⁠(d) (2019) și Marvel Duel⁠(d) (2020). Jay Ong de la Marvel Games⁠(d) a descris Rivals drept unul dintre „cele mai ambițioase proiecte de dezvoltare de jocuri”.
Marvel Rivals a avut un alpha test închis accesibil publicului care a durat zece zile, în perioada 10-20 mai 2024. Jucătorii puteau câștiga recompense permanente transferabile la lansarea finală a jocului prin intermediul jocului. Recompensele incluse au fost un titlu exclusiv de alpha tester și un skin⁠(d) jucabil pentru personajul Scarlet Witch, ambele obținute prin battle pass-ul⁠(d) dedicat testului. Alte recompense permanente au fost titlul „Dawn of Legends”, obținut prin clasarea în Top 32 în turneul alpha omonim al jocului, și un spray decorativ în joc, obținut jucând cu/împotriva unui dezvoltator de jocuri în timpul playtest-ului⁠(d).
NetEase a primit reacții negative în timpul testului alpha atunci când streamer-ul Brandon Larned⁠(d) a cerut companiei pe social media pentru includerea unei clauze de nediscreditare în contractul dat de creatorii de conținut⁠(d) care au avut acces la testul alpha, interzicând recenziile de a spune ceva negativ despre joc. În urma controversei, NetEase și-a cerut scuze și a declarat că își va revizui contractul pentru a fi mai prietenos cu creatorii.
Un beta test închis pentru Marvel Rivals a avut loc între 23 iulie și 5 august 2024 atât pentru console, cât și pentru PC.
Marvel Rivals este free-to-play de la lansarea sa inițială. Deși jocul a fost setat să fie lansat pentru Windows prin Steam și Epic Games, NetEase Games⁠(d) a declarat că explorează posibile lansări pe alte platforme. În timpul State of Play-ul al Sony a avut loc în luna mai, jocul a fost dezvăluit a fi, de asemenea, lansat pentru PlayStation 5 și Xbox Series X/S, precum și un playtest beta viitor.
Pe 16 noiembrie 2024, a fost confirmat faptul că Marvel Rivals dispune de o opțiune de a selecta între voci actante în engleză, japoneză sau mandarină la o dată de lansare.

## Recepție
Marvel Rivals a primit recenzii „mixte sau medii” din partea criticilor pentru versiunea PC și recenzii „în general favorabile” pentru versiunea PlayStation 5, conform site-ului de agregare a recenziilor⁠(d) Metacritic.
Jocul a ajuns la 10 milioane de jucători la nivel mondial în 72 de ore. În plus, a atins un vârf de 480.990 de jucători simultani pe Steam pe 8 decembrie 2024.

Post-lansarea sa a ridicat o conversație despre motivul pentru care Marvel Rivals a avut succes în timp ce Concord a eșuat, două jocuri de tip hero shooter lansate în același an.